# Díszes pávafácán
A díszes pávafácán, más néven Napóleon-pávafácán (Polyplectron napoleonis) a madarak osztályának tyúkalakúak (Galliformes) rendjébe és a fácánfélék (Phasianidae) családjába tartozó faj.

## Rendszerezés
Besorolása vitatott, hosszú ideig a Polyplectron emphanum latin néven tartották számon, a változtatást nem minden szakértő fogadta el.

## Előfordulása
Kizárólag Palawan szigetének sűrű esőerdeiben honos faj. Palawan a Fülöp-szigetek legdélebbi, a többi szigettől elkülönülten álló tagja, melynek sok közös állattani vonatkozása van a közelében található Borneóval.

## Megjelenés
A hím teljes hossza nagyjából 50 centiméter. Sokkal inkább emlékeztet díszes tollazatával a pávákra, mint a többi a Polyplectron nemzetségbe tartozó rokona. Fején felmereszthető bóbita van, szeme mögött nagy  fehér folt, fején pedig egy fehér sáv található. Tollazata fényesen csillogó fényű fekete, melyen szintén fémesen csillogó zöld és kék foltokat találhatunk. Farkán sötétkék gyűrű alakú foltok vannak.
A tojó kisebb, mint a hím, sötétbarna tollazatú és rövid tollakból álló, egyszerű bóbitája van.
|  |  |

## Életmódja
A sűrű esőerdőkben előforduló faj. Ideje java részét az erdő talaján tölti, ahol rovarokat, férgeket, gyümölcsöket és magvakat keres.
Éjszakára vagy veszély esetén fel szokott szállni a fák lombjai közé.
A hím többnyire magányosan él, a tojók olykor kisebb csoportban is előfordulnak.

## Szaporodása
A fácánok többségéhez hasonlóan a hím és a tojó csak a dürgés idején van együtt. A tojó két tojást rak az erdő talaján található fészkébe és egyedül neveli fel a fiókákat.

## Védettsége
A fajt veszélyezteti az élőhelyét jelentő esőerdők  irtása, ezért a Természetvédelmi Világszövetség Vörös Listáján a „sebezhető” kategóriában található.
Összehangolt tenyésztéssel próbálják meg megmenteni a fajt. Európában az Európai Állatkertek és Akváriumok Szövetsége felügyelete alá tartozó Európai Veszélyeztetett Fajok Programja (EEP) keretében tenyésztik a faj egyedeit.